# Équipe de Thaïlande masculine de basket-ball
Maillots
Actualités
L’équipe de Thaïlande de basket-ball est la sélection qui représente la Thaïlande dans les compétitions majeures de basket-ball. Elle est placée sous l'égide de l'Fédération de Thaïlande de basket-ball (Basketball Sport Association of Thailand - BAST). La Thaïlande est membre de la FIBA depuis 1953.

## Résultats dans les grandes compétitions
Jeux olympiques
La Thaïlande, a terminé 15e lors de sa seule participation à un tournoi olympique de basket-ball en 1956.
Championnat du monde
La Thaïlande n'a jamais pris part aux championnats du monde.
Championnat d'Asie
- 1963 : 4e
- 1965 : 4e
- 1967 : 7e
- 1969 : 7e
- 1971 : 6e
- 1973 : 7e
- 1975 : 6e
- 1977 : 8e
- 1979 : 9e
- 1981 : 7e
- 1983 : 10e
- 1985 : 7e
- 1987 : 8e
- 1989 : 12e
- 1991 : NQ
- 1993 : 15e
- 1995 : 16e
- 1997 : NQ
- 1999 : 14e
- 2001 : 13e
- 2003 : NQ
- 2005 : NQ
- 2007 : NQ
- 2009 : NQ
- 2011 : NQ
- 2013 : 14e

Jeux asiatiques
- 1994 : 2e
- 1996 : -
- 1998 : 2e
- 2001 : 2e
- 2003 : 3e
- 2005 : 3e
- 2007 : 4e
- 2009 : -
- 2011 : -
- 2013 : 1re